# Villeroy & Boch
Villeroy & Boch (французское произношение: [vilʁwa.eˈbɔk], немецкое произношение: [ˌvɪlərɔɪ.ʔʊntˈbɔx], принятое в русском языке: Виллеруа и Бох) — транснациональная компания с головным офисом в городе Метлах в Германии, производитель керамики. На 2016 год представленная в 125 странах мира компания с капитализацией в 172 миллиона евро и 13 производственными площадками в Европе, Азии и Америке в значительной степени контролируется 8-м и 9-м поколениями семьи Бох-Галлау.

## История
Образование компании Villeroy & Boch произошло в 1836 году в результате объединения семейных предприятий под управлением Жана-Франсуа Боха и Николаса Виллеруа — промышленников, занятых производством фаянса и фарфора. Однако историю компании принято отсчитывать с 1748 года, когда придворный сталелитейщик, поставщик пушечных ядер для нужд французской армии и обладатель почётного титула «королевского бомбардира» Франсуа Бох основал производство керамики в коммуне Оден-ле-Тиш в Герцогстве Лотарингия, которое входило в состав Священной Римской империи.

### Гончарная мастерская Бохов в Оден-ле-Тиш
Первая гончарная мастерская, где работали Франсуа Бох и его сыновья — старший Жан-Франсуа, средний Доминик и младший Пьер-Жозеф — была открыта в здании бывшей кузницы. Мастерская выпускала разнообразную посуду из фаянса, так называемого «фарфора для буржуа» — в первой половине XVIII века фарфор главным образом поставлялся из Китая и был доступен только знати и королевским особам. Произведённая Бохами посуда пользовалась большим спросом, мастерская значительно расширилась, и Франсуа Бох нанял в помощь сыновьям местных жителей..
Франсуа Бох пользовался уважением жителей Оден-ле-Тиш, впоследствии стал мэром города и скончался в 1754 году. После его смерти сыновья учредили компанию Jean-François Boch et Frères (фр. «Жан-Франсуа Бох и братья»), названную именем старшего брата, и разделили обязанности: Жан-Франсуа возглавил фирму, Доминик сосредоточился на совершенствовании технологии, Пьер-Жозеф — на управлении производством. В 1766 году Лотарингия вошла в состав Франции и братья вступили в конкуренцию с многочисленными французскими заводами. Однако к этому времени Жану-Франсуа удалось добиться расположения императрицы Священной Римской империи Марии Терезии и получить разрешение на строительство новой фабрики в Сетфонтене неподалёку от столицы. Братья покинули Оден-ле-Тиш, а мастерская была передана в управление семье и действовало до 1870 года.

### Фабрика Бохов в Сетфонтене
Императрица благоволила Бохам, жаловала им право именоваться «Императорской и королевской мануфактурой» и использовать имперский герб, а также освободила от уплаты налогов. Удобное расположение Сетфонтена вблизи транспортной системы рек Саар, Мозель и Рейн позволило наладить поставки сырья и отправку товаров. Для повышения производительности труда братья собственноручно разработали новую печь для обжига, к концу 1780-х на фабрике в Сетфонтене работало около 300 человек. Керамическое производство Бохов процветало, доходы позволили приобрести земли неподалёку от фабрики и построить семейный замок. В 1770 году в Сетфонтене началось производство посуды со ставшим классическим для Villeroy & Boch ветвистым узором, в дальнейшем получившим название «Старый Люксембург».
На фоне роста революционных настроений во Франции в 1792 году братья разделили собственность и фабрика в Сетфонтене перешла в полное владение Пьера-Жозефа. Спустя два года французская революционная армия оккупировала Люксембург, Бохи были вынуждены бежать и производство было разграблено солдатами — убытки компании составили огромную по тем временам сумму в 648 тысяч франков. По возвращении Пьер-Жозеф начал восстановление фабрики, которое удалось завершить за три года. Уже в 1802 году продукция Бохов была представлена на промышленной выставке в Париже. Позднее компания выиграла от введённой Наполеоном I экономической блокады, закрывшей европейские рынки для британских поставщиков фарфора и фаянса. К 1811 году на фабрике в Сетфонтене трудилось 150 рабочих .
В благодарность сотрудникам фабрики, которые участвовали в её восстановлении и первое время не требовали платы за работу, в 1812 году Пьер-Жозеф учредил программу страхования для сотрудников компании — «Гильдию Антония», названную в честь святого Антония Падуанского, считающегося покровителем гончарного дела. Фонд «Гильдии» обеспечивал рабочим Бохов пособия по болезни и потере трудоспособности, пенсии и даже оплату похорон. Считается, что в работе над государственной системой социального обеспечения первый канцлер Германской империи Отто фон Бисмарк ориентировался именно на модель «Гильдии Антония» Пьера-Жозефа Боха.

### Фабрики Жана-Франсуа Боха в Метлахе

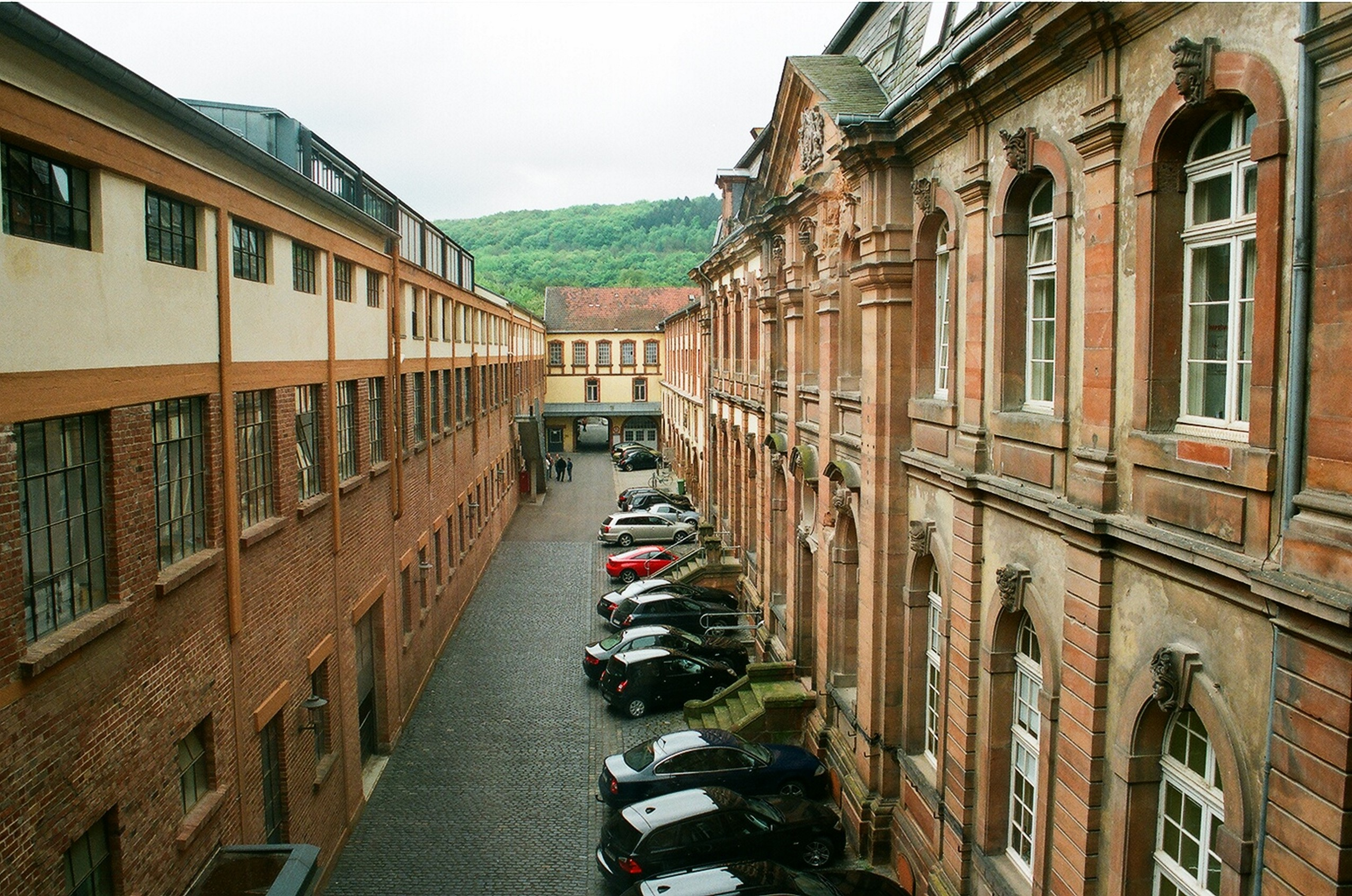
Керамическая фабрика Villeroy & Boch в Метлахе, 2009 год

Сын Пьера-Жозефа Жан-Франсуа Бох получил естественно-научное образование в Париже и, не дожидаясь перехода отцовского предприятия по наследству, основал собственную фабрику возле города Метлах на реке Саар. Для размещения производства он приобрёл здание метлахского аббатства, конфискованного французским правительством у бенедиктинцев в рамках политики секуляризации в 1794 году и проданного на аукционе. С самого начала на новой фабрике внедрялись технические новшества, в том числе изобретения самого Жана-Франсуа — угольные печи для производства фарфора, пирометр, помогавший мастерам регулировать температуру обжига, и механизмы, разделявшие глину на заготовки для изделий — подобным оборудованием не располагали даже английские производители. Для механизации производства использовалась сила воды близлежащего ручья, сырьё и продукция переправлялись по реке Саар.
На начальном этапе фабрика испытывала финансовые трудности и Жану-Франсуа пришлось использовать состояние своей жены Анны Бушманн, дочери владельца кожевенного производства из Бельгии — в этот период изделия фабрики выпускались под маркой Boch-Buschmann. Дополнительным источником дохода Боха стала торговля мозельским вином, благодаря чему он свёл знакомство с Николасом Виллеруа, фаянсовая фабрика которого находилась в нескольких милях от предприятия Жана-Франсуа. Следуя примеру отца, в 1819 году Жан-Франсуа основал Гильдию Антония для рабочих фабрики в Метлахе, организовал пособия для больных, вдов и сирот. Он также учредил для рабочих ссудо-сберегательную ассоциацию, открыл игорный дом и зал для чтения.
Предприятие развивалось, число сотрудников достигло 150 человек, а на выставке прикладного искусства 1822 года в Берлине продукция завода в Метлахе завоевала единственную золотую медаль в категории керамических изделий. Два года спустя Жан-Франсуа разработал способ нанесения монохромных изображений на керамическую посуду, при котором изображение помещалось под эмаль, а впоследствии освоил цветную печать на изделиях. В 1827 году, экспериментируя со смесью глины и полевых шпатов, он получил керамогранит — материал, сочетавший прочность и износостойкость с белизной китайского фарфора. После смерти Пьера-Жозефа Боха и его второго сына в 1818 и 1829 годах в собственность Жана-Франсуа перешла семейная фабрика в Сетфонтене.

### Фабрика Николаса Виллеруа в Валлерфангене

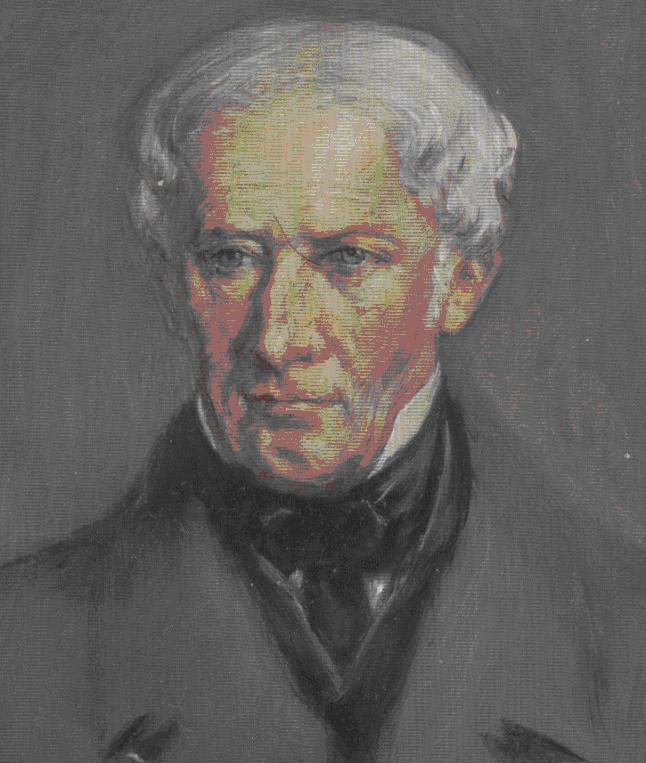
Николас Виллеруа

Уроженец Меца Николас Виллеруа заработал состояние на торговле солью и в конце 1780-х стал совладельцем керамической фабрики во Фраунберге, где производилась плитка, внешним видом напоминавшая фарфор. В 1791 году производство было перенесено в Валлерфанген на берегу реки Саар — ближе к источникам сырья и транспортным путям. Спустя 6 лет Виллеруа выкупил доли партнёров и стал единоличным владельцем фабрики, спустя год — приобрёл расположенную поблизости каменноугольную шахту и к 1800 году внедрил на производстве печи, работавшие на угле. Виллеруа активно заимствовал опыт английских производителей и в 1815 году — намного раньше Жана-Франсуа Боха — основал при фабрике мастерскую глубокой печати под руководством англичанина Джона Лея, где наносил изображения на посуду по английской технологии.
Знакомство Николаса Виллеруа и Жана-Франсуа Боха постепенно переросло в дружбу и деловое сотрудничество. Предприниматели совместно заготавливали сырьё для производства и использовали для отправки готовой продукции складские помещения Виллеруа в Мангейме; следуя примеру Боха, Виллеруа учредил на фабрике в Валлерфангене Гильдию Антония. С окончанием установленной Наполеоном I континентальной блокады и ростом конкуренции со стороны английских керамических производств, промышленники приняли решение объединить опыт Николаса Виллеруа в торговле и знания Жана-Франсуа Боха о технологиях. Четырнадцатого апреля 1836 года на принадлежащей Бохам водяной мельнице в городе Фремерсдорф было подписано соглашение об учреждении совместного предприятия под маркой Villeroy & Boch. Укреплению союза послужил брак сына Жана-Франсуа Эжена Боха и внучки Николаса Виллероя Октавии, заключённый в 1842 году.

### Середина — вторая половина XIX века

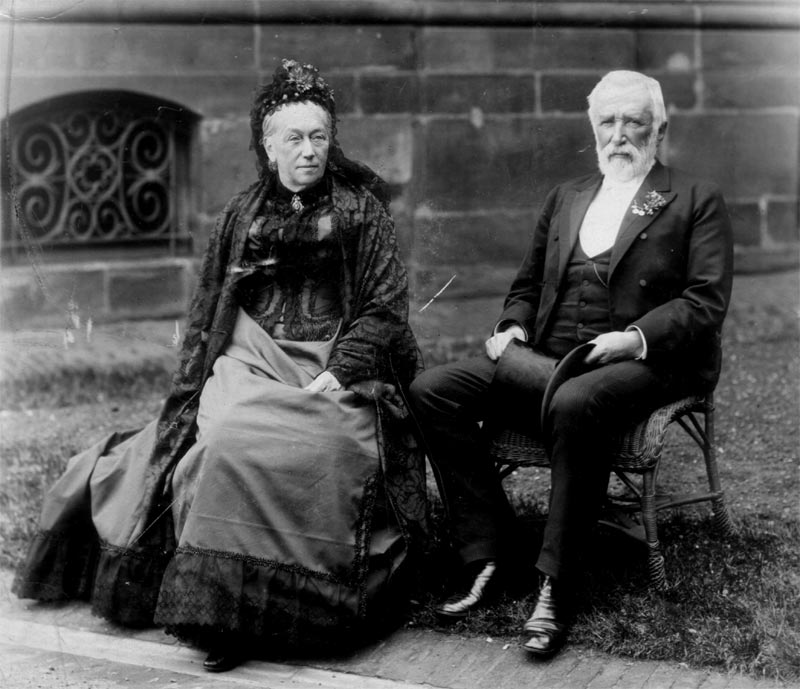
Эжен Бох и Октавия Виллеруа, 1892 год

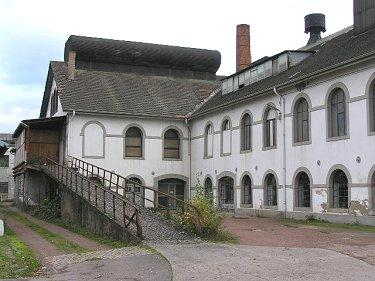
Здание бывшей хрустальной фабрики в Вадгассене

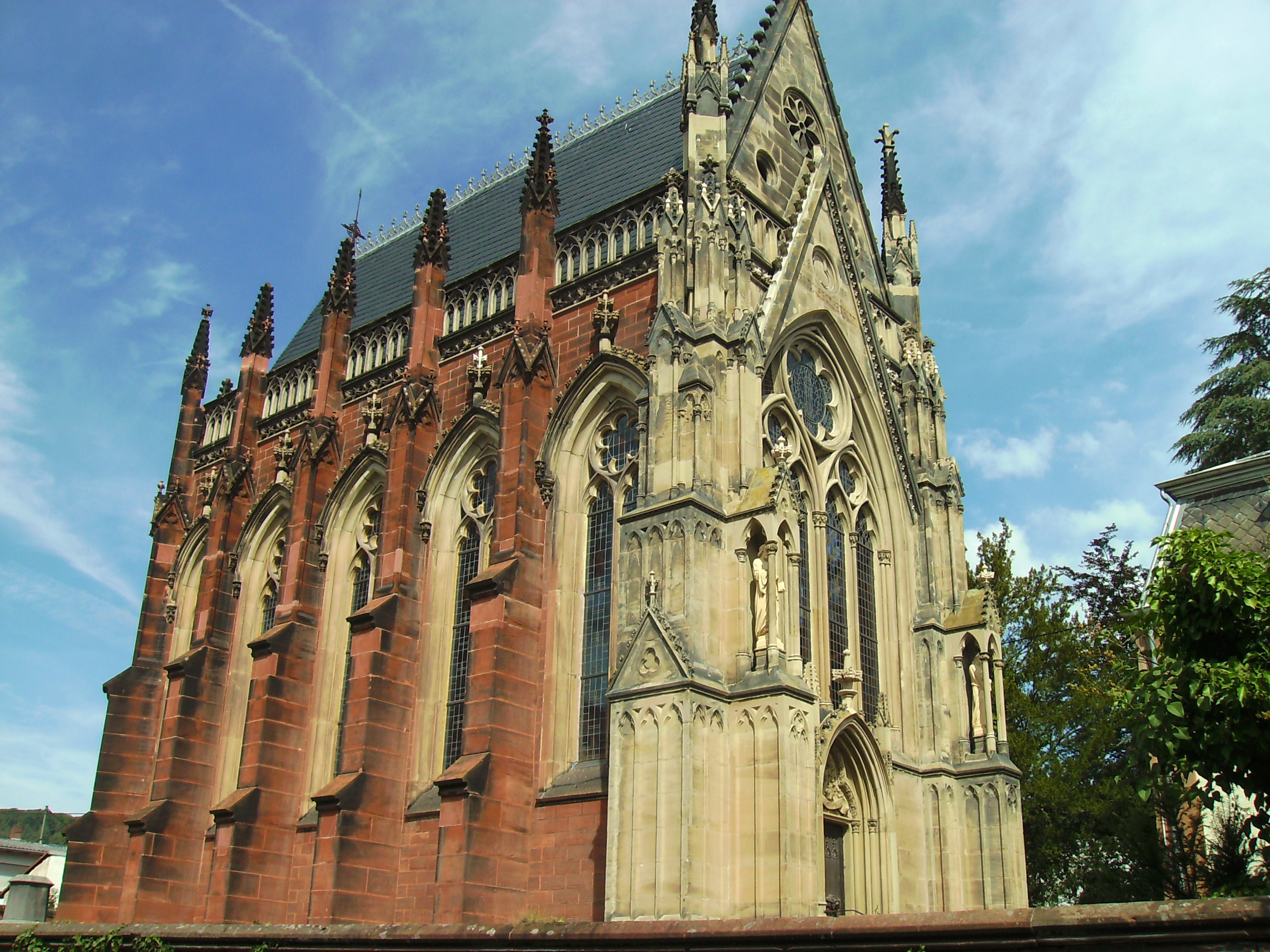
в Метлахе, 2012 год

Блюдо с цветочным узором, изготовленное на фабрике Villeroy & Boch в Дрездене (из собрания замка Скуклостер, Стокгольм, Швеция)

В 1840-х Жан-Франсуа Бох передал управление фабрикой в Метлахе Эжену и сконцентрировался на развитии производства в Сетфонтене, а фабрику в Валлерфангене возглавил Альфред Виллеруа — внук Николаса. На протяжении двух десятилетий объединённой компанией руководили два человека — представители семей Виллеруа и Бохов (с 1866 года Эжен руководил компанией единолично). В 1840-х Villeroy & Boch вступила в торговую ассоциацию с производителем из Саргемина, чтобы закрепиться на французском рынке, обошла высокие пошлины на ввоз продукции в Бельгию, основав фабрику в Ла-Лувьер и приобретя старую фарфоровую фабрику в Турне, а также заложила хрустальный завод в Вадгассене, новое керамическое производство в Дрездене и фабрику в Валлерфангене, где было развёрнуто производство костяного фарфора. Компания наладила поставки во все крупные города Германии, Восточную и Северную Европу, Российскую империю, в 1848 году продукция Villeroy & Boch была представлена в Лондоне. В конце 40-х годов первые партии были отправлены морем в Северную и Южную Америку.
Индустриализация Германии и развитие сети железных дорог способствовали развитию бизнеса Виллероев и Бохов. Сперва железнодорожная станция появилась в Дрездене, позднее — в 1860-х — прошла из Трира в Саарбрюккен через Метлах. В 1883 году компания приобрела керамическую фабрику в Шрамберге, которая на протяжении предшествовавшего года занималась только продукцией Villeroy & Boch, и наладила там производство майолики. Кроме того, с развитием внутридомового водопровода в конце XIX века внедрила на фабриках в Мерциге, Валлерфангене и Дрездене технологию шликерного литья и наладила производство недорогого санфаянса, доступного большей части населения.
В 1846 году Жан-Франсуа разработал новый способ изготовления керамической плитки — сухое компрессионное формование, — сделавшее возможным её массовое производство. В 1852 году близ Метлаха были обнаружены развалины древнеримской виллы, в раскопках которой Эжен Бох принял участие в качестве археолога-любителя. Он был вдохновлён сохранившимся мозаичными полами и разработал мозаичную напольную плитку, производство которой вскоре началось в Метлахе. К началу 70-х годов плитка обеспечивала до 60 % продаж компании, для обеспечения спроса компания в 1869 году открыла второй завод в Метлахе, в 1879 — завод в Мерциге, где также развернулось производство терракоты. Плитка стала настолько популярной, что наименование «метлахская плитка» стало нарицательным именем для всей архитектурной плитки — к концу XIX века она использовалась в декоре церквей, почтовых отделений, театров, железнодорожных станций, офисных зданий, госпиталей и других построек по всему миру, специально обученные сотрудники обеспечивали надзор за её укладкой. Изготовленная на фабриках Villeroy & Boch плитка использовалась в декоре лайнера «Титаник», украшает залы Кёльнского собора, Тоннель Холланда под рекой Гудзон, фойе Большого театра.
Под руководством Эжена Боха компания продолжила заниматься общественно значимой деятельностью и заботиться о рабочих. На средства компании в Метлахе были возведены мост через реку Саар и дома для рабочих, открыты кулинарная и музыкальная школа, больница и дом престарелых, художественная школа. Собранная Эженом Бохом коллекция керамических изделий, охватывающая промежуток с античности до современности, легла в основу музея истории керамики в Метлахе. Он также занимался животноводством и сельским хозяйством, открыл фабрику удобрений и первый в Рейнской провинции частный конный завод, возглавлял региональную селскохозяйственную ассоциацию. В 1892 году — в 50-летнюю годовщину свадьбы Эжена Боха и Октавии Виллерой — в знак признания заслуг 84-летнего Боха как предпринимателя и филантропа император Германии Вильгельм II жаловал ему дворянский титул, который унаследовали его потомки. В 1898 году Эжен фон Бох скончался в Метлахе, и руководство компанией перешло его сыну Рене.

### Начало XX века

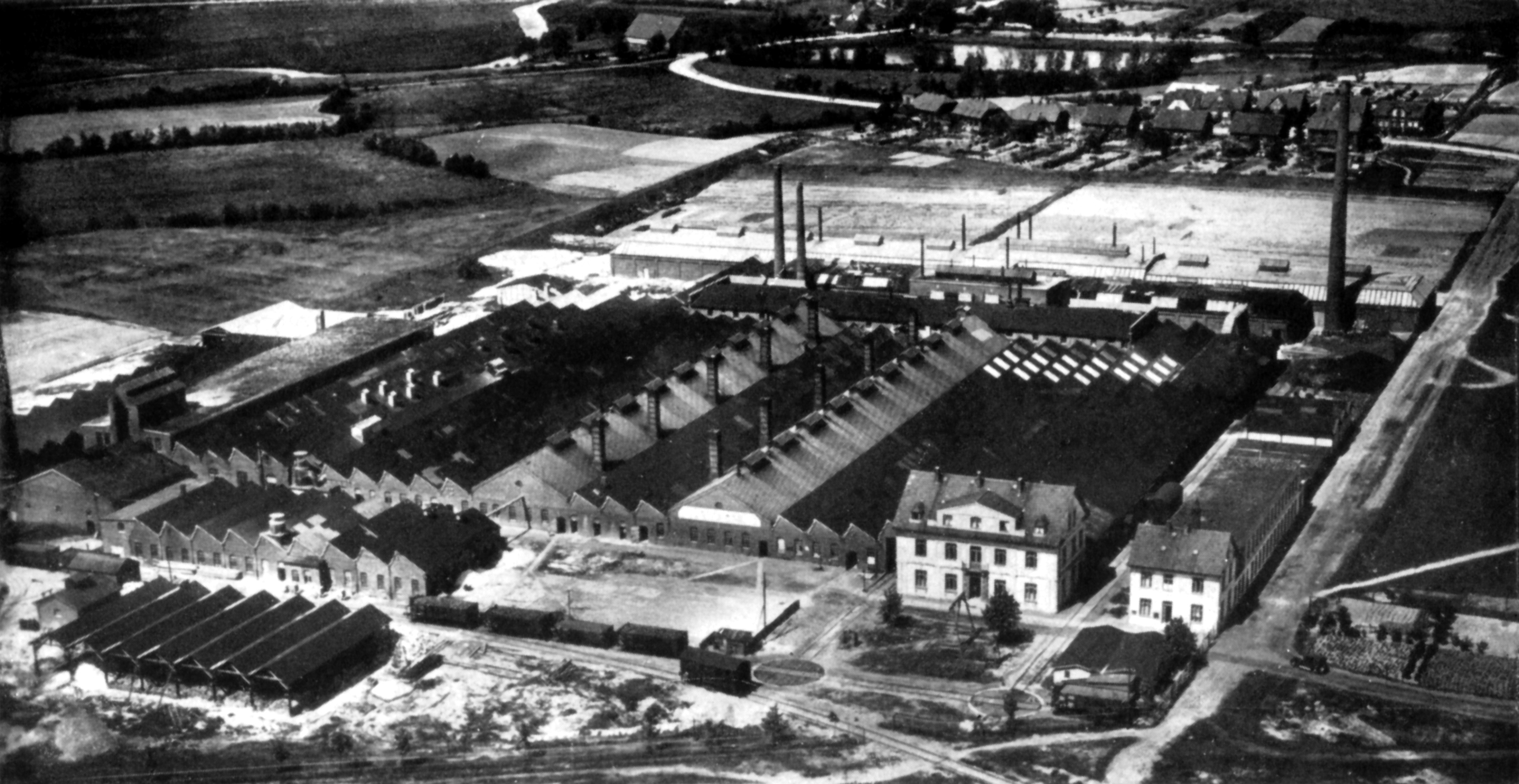
Фабрика Villeroy & Boch в Любеке, 1931 год

Villeroy & Boch вошла в XX век как крупнейший производитель керамики, выпускающий сантехнику, керамическую плитку и кирпичи, фарфор и фаянс, хрусталь, разнообразную церковную утварь и надгробные камни, дренажные трубы и изоляцию для электрической проводки. Рене фон Бох-Галлау руководил компанией 10 лет и отметился в истории компании открытием фабрики в пригороде Любека Дэнишбурге и рядом технических новшеств, направленных на повышение производительности и безопасности труда. В 1902 году компания представила новаторские проходные печи на газовом топливе, состоявшие из нескольких камер, в которых изделия подвергались обжигу и постепенно охлаждались. Благодаря энергоэффективности и сокращения ручного труда эти печи использовались вплоть до 1980-х. Кроме того, Бох-Галлау ввёл на фабриках новые требования к безопасности труда, направленные на снижение вероятности отравления свинцом, применявшимся в керамическом производстве: рабочих обязали использовать сменную форму и принимать пищу в отделённых от производственных цехов зонах, а чистый свинец был заменён на менее вредный оксид свинца.
Рене фон Бох-Галлау скончался в 1908 году, оставив сыновьям компанию в период расцвета: на 9 фабриках Villeroy & Boch (пять располагались в земле Саар, по одной — в Люксембурге, Саксонии, Шлезвиг-Гольштейне и Баден-Вюртемберге) работало более 8 тысяч человек. В 1911 году компания потеряла основные мощности фабрики в Шрамберге, по территории которой была проведена государственная железная дорога, из-за чего год спустя фабрика была продана. В последовавшие годы Первая мировая война нанесла серьёзный удар по семейному бизнесу: возглавивший компанию после смерти отца Роджер фон Бох-Галлау погиб на восточном фронте в 1917 году, а по условиям Версальского договора Саар был аннексирован Францией, в результате чего расположенные там фабрики потеряли доступ к немецкому рынку, который был для компании основным. Производственные мощности Villeroy & Boch в Германии были ограничены фабриками в Дрездене и Дэнишбурге, и компания была вынуждена развивать бизнес во Франции.
После смерти Роджера компанию возглавил его брат Лютвин фон Бох-Галлау. К 1920 году ему удалось частично восстановить объёмы производства для немецкого рынка, построив фабрику в районе Лесница под Вроцлавом и приобретя «Фаянсовую фабрику Франца Антона Мелем» (нем. Steingutfabrik Franz Anton Mehlem), расположенную в Бонне. В 1926 году компания также приобрела фабрику в Торгау. К концу 1920-х фабрики, расположенные в Германии, были объединены в компанию с ограниченной ответственностью, а расположенные в протекторате Саар — в ограниченное партнёрство. Из-за катастрофической инфляции в Германии в послевоенные годы компания была вынуждена сосредоточиться на производстве простых, повседневных товаров. Ранее в августе 1921 года штаб-квартира компании и производство керамики в Метлахе серьёзно пострадали из-за пожара.

### Великая депрессия, Вторая мировая война
К 1930 году на фабриках компании работало около 10 тысяч человек, но рецессия в годы Великой депрессии нанесла ещё один удар по компании. Сперва на несколько месяцев была закрыта фабрика в Дрездене, а после возобновления производства её штат сократился на 40 %, спустя год из-за убытков были закрыты фабрики в Бонне и Валлерфангене. После 1935 года компания с ограниченной ответственностью, объединявшая активы Villeroy & Boch в Сааре, была ликвидирована, и фабрики продолжили работу как самостоятельные юридические лица с центральными офисами в Метлахе. Кроме того, в 1932 году скончался Лютвин фон Бох-Галлау и руководство компании взял на себя его сын — также Лютвин фон Бох-Галлау.
Фабрики в Сааре воссоединились с остальными активами компании после плебисцита 1935 года, по итогам которого регион вошёл в состав нацистской Германии, однако с милитаризацией экономики правительство сочло деятельность компании бесполезной для военных нужд и закрыло одну из расположенных там фабрик. Производство возобновилось в 1940 году, но было ограничено самой простой керамической плиткой. В годы Второй мировой войны компания потеряла значительную часть производственных мощностей: расположенные на территории Восточной Германии фабрики были разрушены бомбардировками авиации стран антигитлеровской коалиции или вывезены в СССР в счёт репараций. По итогам капитуляции Германии Саар и штаб-квартира Villeroy & Boch были вновь отрезаны от остальных немецких фабрик.
Компания возобновила деятельность в 1947 году, сосредоточившись на производстве простой посуды, сантехники и плитки, необходимых в послевоенные годы. В 1951 году компания открыла фабрику в Аргентине, в 1959 — в Канаде, тогда же на фабрике в Сетфонтене было восстановлено производство стекловидного фарфора. Лютвин фон Бох-Галлау выступил посредником в урегулировании конфликтов между немецким населением Саара и французскими властями, участвовал в создании двуязычного немецко-французского Саарского университета, до возвращения региона Германии по итогам плебисцита 1955 года был активным сторонником создания на территории Саара независимого государства. В 1972 году, после 40 лет руководства компанией, Лютвин передал пост генерального директора своему сыну Лютвину Гисберту фон Бох-Галлау.
В 1970-х компании удалось сохранить положение на рынке с появлением конкурирующий производителей мозаичной и настенной плитки из Японии и Италии, самостоятельно выйти на японский рынок посуды и восстановить присутствие на американском. К 70-м годам фабрики компании выпускали, главным образом, посуду современного дизайна, а производство классических изделий было вынесено на приобретённую в 1976 году фабрику Heinrich в Зельбе.

### Конец XX — начало XXI века

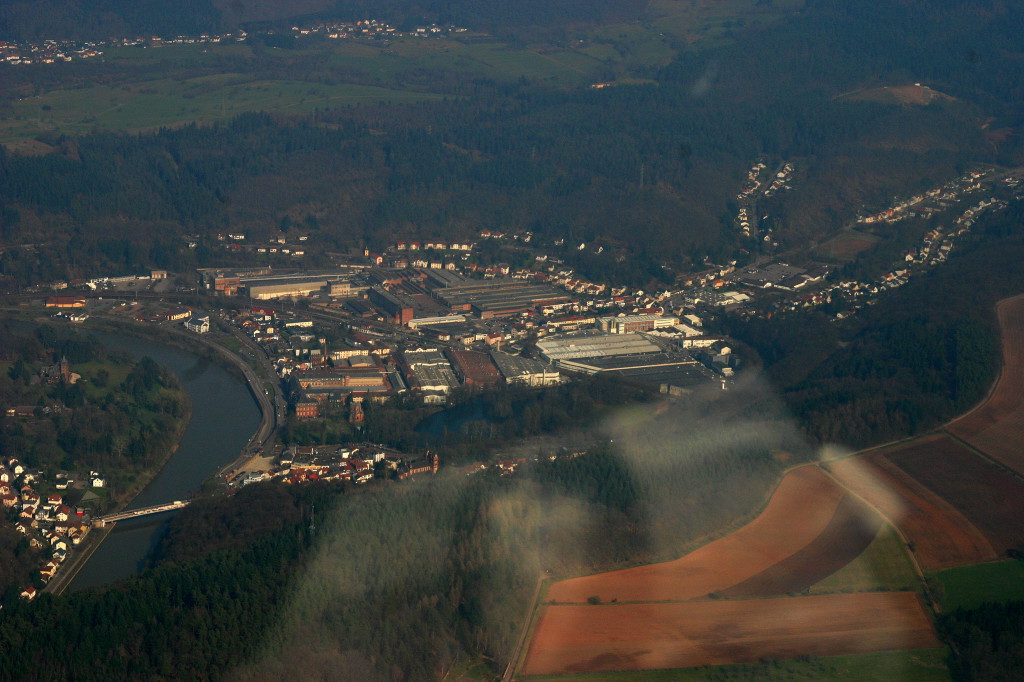
Территория одной из фабрик Villeroy & Boch, Саар, 2014 год

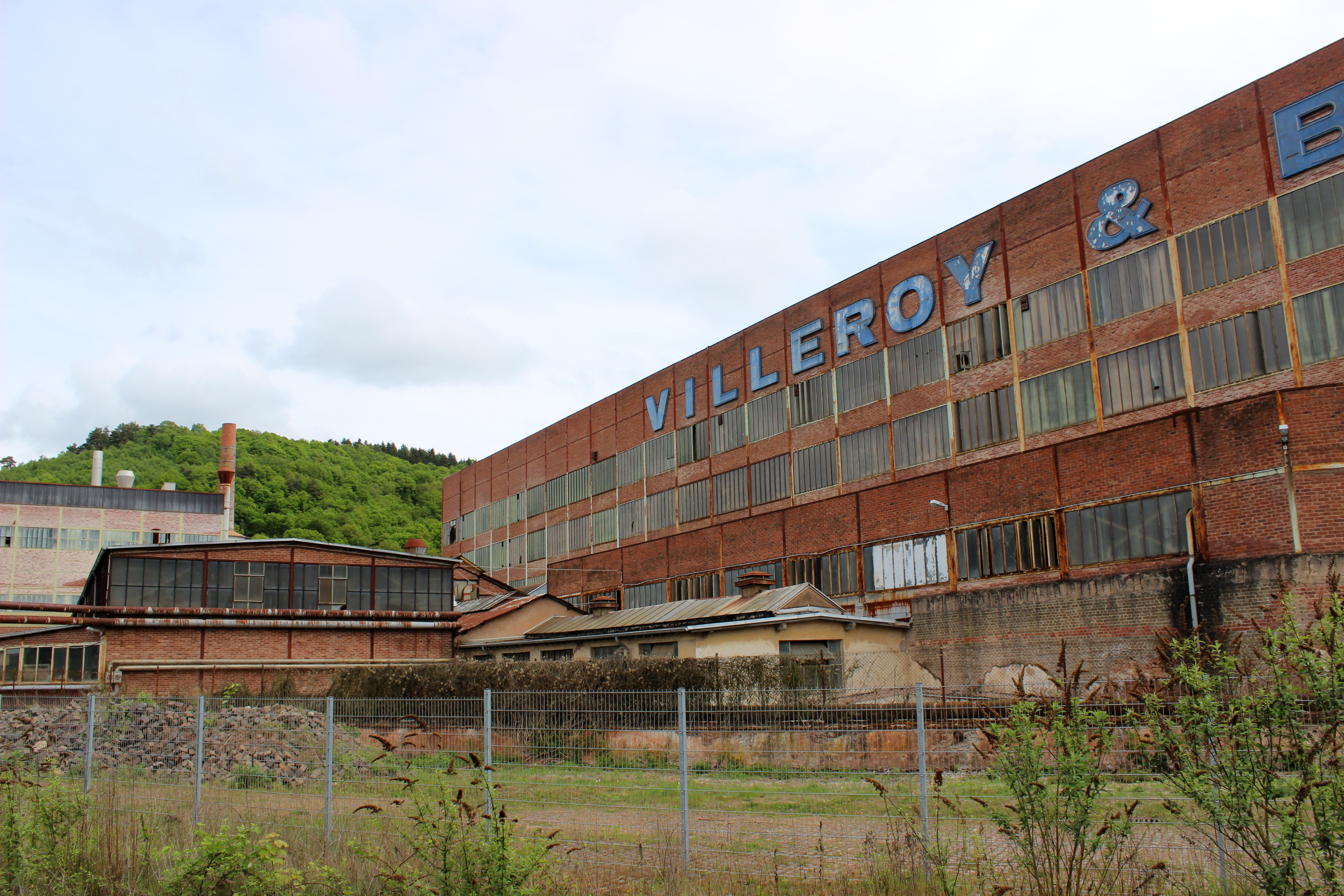
Фабричные постройки Villeroy & Boch в Метлахе, 2014 год

В 1982 году Villeroy & Boch начала крупную реструктуризацию бизнеса, в результате которой три основных направления — производство плитки, посуды и сантехники стали самостоятельными подразделениями компании. В 1985 году управление компанией было реформировано: на смену генеральному директору пришёл совет из 6 человек, а в учреждённый наблюдательный совет помимо членов семей Виллероев и Бохов вошли сторонние лица. В 1987 году Villeroy & Boch была реорганизована из ограниченного семейного партнёрства в открытую публичную компанию с ограниченной ответственностью. В 1990 году акции компании были размещены на Франкфуртской фондовой бирже.
В последующие двадцать лет компания росла через поглощение региональных европейских производителей сантехники, посуды и плитки. В 1986 Villeroy & Boch приобрела ориентированного на молодую аудиторию производителя посуды Gallo Design. В 1989 году компания получила 50 % нидерландского производителя акриловых ванн и душевых кабин Ucosan, в 1991 — контроль над db. Das Bad, в 1992 — контрольный пакет крупнейшего венгерского производителя сантехники и второго по величине производителя плитки Alfðldi Porcelàngyàr,
в 1996 — контрольный пакет в ведущем румынском производителе сантехники и плитки S. C. Mondial, в 1997 — 70 % итальянского производителя плитки Ceramica Ligure. В 1999 году был выкуплен Ucosan, и тогде же происходит формирование подразделения Plastics, объединившего производство акриловых ванн, спа-бассейнов, душевых кабин и систем. В 2000 году компания купила шведских производителей сантехники Gustavsberg и Svenska Badkar. В 2001 окончательно выкуплен db. Das Bad, Vagnerplast и получен контроль в производителях акриловых ванн итальянской Itemo и бельгийской Acomo. В 2001 компания полностью выкупила акции Ceramica и в 2004 продала предприятие. В 2006 Villeroy & Boch приобрела сантехническое направление Grupo Industrial Saltillo и датскую компанию Frese. В 2007 компания продала 51 % направления керамической плитки (Tiles) турецкой VitrA, входящей в индустриальную группу Ecsacibasi,. В 2008 году приобретён производитель мебели Sanipa.
Мировой экономический кризис вызвал снижение спроса на продукцию Villeroy & Boch на основных иностранных рынках, за год продажи сократились на 20 %, рыночная капитализация компании снизилась на 60 %. Компания была вынуждена начать дорогостоящую реструктуризацию и объявить о сокращении около 10 % рабочих мест (900 из 9250 на 2009 год). По итогам 2009 года операционный убыток компании составил 1,7 миллиона евро, чистый убыток — 96,5 миллионов. Несмотря на недовольство министра экономики Люксембурга и протесты профсоюзов, в 2010 году была закрыта фабрика в Сетфонтене.
По итогам 2010 финансового года компания отчиталась о преодолении кризиса. С 2011 по 2015 год котировки акций Villeroy & Boch показывали устойчивый рост, увеличившись с 5,88 евро за акцию до 12,25 евро. В 2014 году деловое издание WirtschaftsBlatt поставило компанию на 242-е место в списке крупнейших немецких семейных предприятий.

## Дизайн

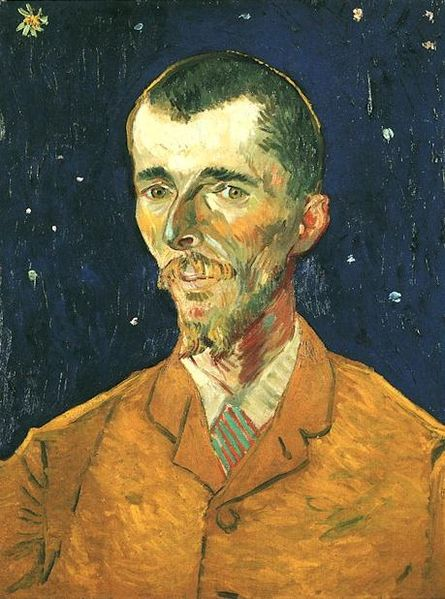
Портрет Эжена Боша (также известен как «Портрет поэта»), Винсент ван Гог, 1888 год

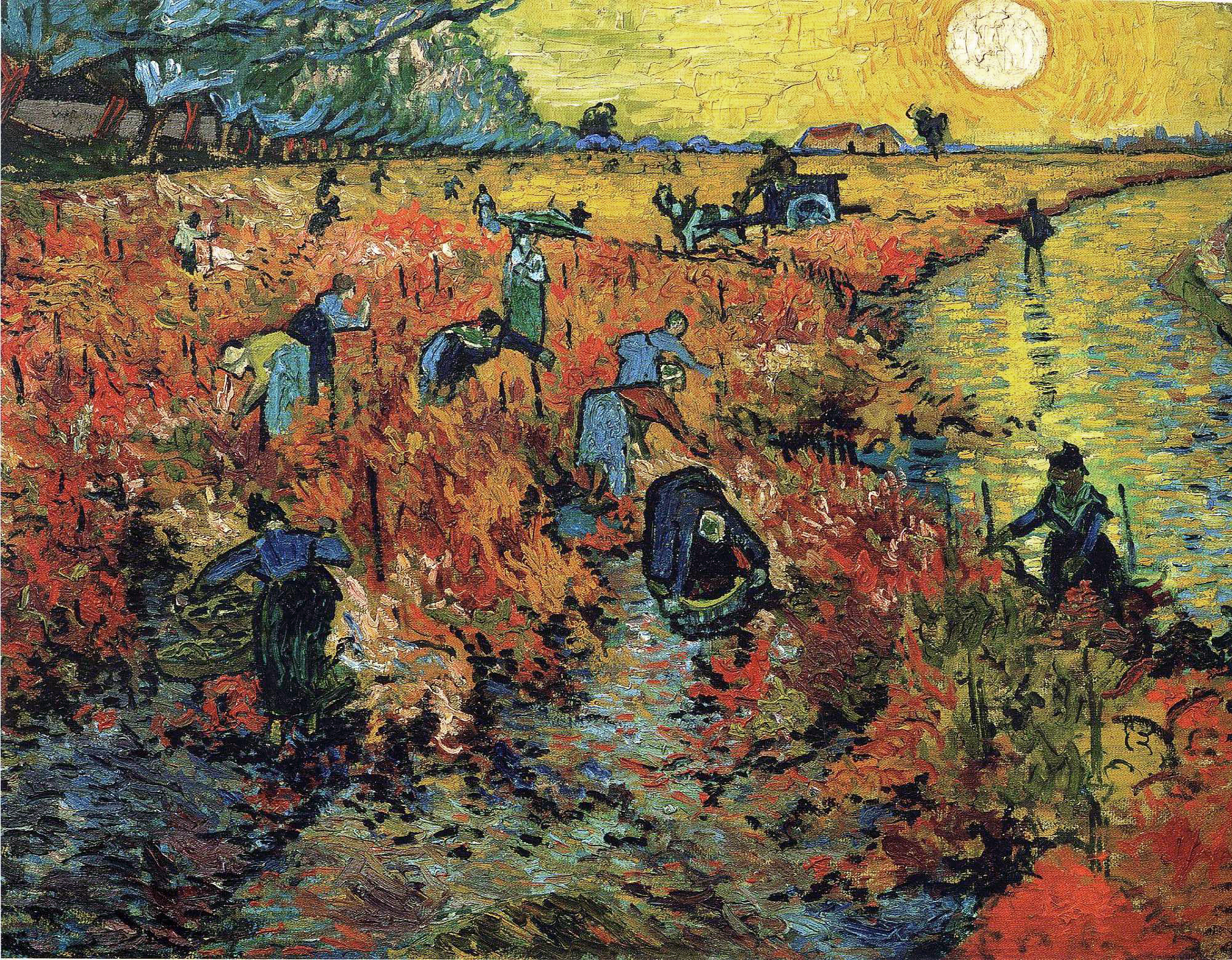
Красные виноградники в Арле, Винсент ван Гог, 1888 — работа, приобретённая Анной Бош после выставки Общества XX в 1890 году

Среди членов семей Виллеруа и Бохов встречались одарённые художники, который применили свои умения в оформлении керамических изделий, выпускавшихся на семейных фабриках. Например, Пьер-Жозеф Бох занимался живописью, а Николас Виллеруа был известен пейзажными гравюрами.
Племянники Эжена фон Боха Анна и Эжен Боши не принимали участия в управлении компанией, но состоялись как художники и привлекали к сотрудничеству с компанией видных представителей немецкого «югендштиля», философия которого предполагала, что даже обыденные предметы должны иметь продуманный дизайн. В создании узоров керамической плитки и умывальных наборов приняли участие Анри Ван де Велде, Петер Беренс, Рихард Римершмид. Многие изделия с узорами, исполненными художниками для компании в конце XIX — начале XX века, не производились массово, однако впоследствии были признаны значимыми работами Движения искусств и ремёсел. В первой половине XX века компания также сотрудничала с высшей школой строительства и художественного конструирования Баухаус. Кроме того, Эжен Бош был близким другом Винсента ван Гога и в 1888 году получил в подарок от живописца портрет, который впоследствии вошёл в собрание музея Орсе в Париже. В коллекции Эжена и Анны было несколько работ ван Гога, включая картину «Красные виноградники в Арле», приобретённую Анной после выставки Общества XX в Брюсселе в 1890 году и долгое время считавшейся единственной проданной при жизни художника картиной.
В 1975 году промышленный дизайнер Луиджи Колани, приглашённый Villeroy & Boch для разработки коллекции сантехники и изделий для ванных комнат, сформулировал для компании идею создания комфортных «жилых пространств» как альтернативу разработке отдельных предметов. Компания сотрудничала и с другими именитыми дизайнерами, в числе которых Томас Герлач, Вольфганг Йооп, Роберто Капуччи, Такада Кендзо, Палома Пикассо, Себастьян Конран и Маттео Тун. Большую известность приобрела рекламная кампания, разработанная Хельмутом Ньютоном для новой коллекции сантехники Villeroy & Boch в 1985—86 годах.

## Компания

### Структура

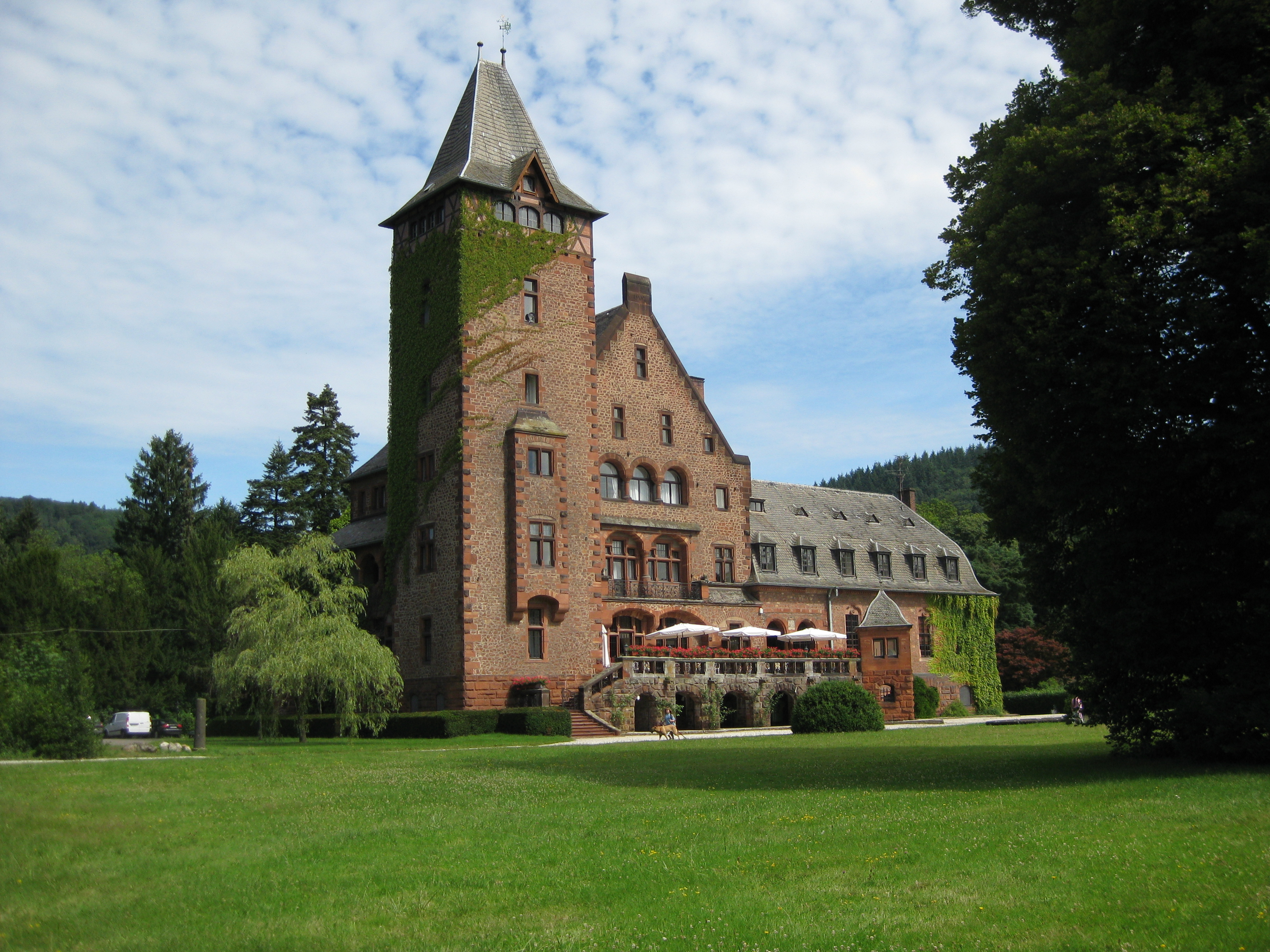
Фамильный замок семьи Бохов — Саарек

Штаб-квартира компании расположена в Метлахе на территории бывшего аббатства, там же расположен музей компании. В семейном замке Бохов Саарек работает гостиница. У компании 14 производственных объектов в Европе, Азии, Северной и Южной Америке. Посуда производится только в Германии — на фабриках в Мерциге и Торгау. Санфаянс выпускают фабрики в Метлахе и городах Валанс д'Ажен во Франции, Ходмезёвашархей в Венгрии, Лугож в Румынии, Густавсберг в Швеции, Рамос-Ариспе в Мексике и Сарабури в Таиланде. Производство мебели для ванных комнат расположено в немецком городе Тройхтлинген и австрийской общине Мондзе; душевые кабины, ванны и спа-бассейны изготавливаются в местечке Роден в Нидерландах и Руселаре в Бельгии; фитинги — в шведском городе Варгарда.

### Акционеры
По данным годового отчёта Villeroy & Boch AG за 2015 год, компанией выпущено 28 089 600 акций, поровну привилегированных и обыкновенных, независимо от типа имеющих 1 голос. В свободном обращении на Франкфуртской фондовой бирже находится 88% привилегированных акций, обычные акции не участвуют в торгах. На момент закрытия торгов 31 декабря 2015 года стоимость одной акции Villeroy & Boch AG составила 12,25 евро при рыночной капитализации компании в 172 миллиона евро. Дивиденды за 2015 финансовый год в сумме 12,2 миллиона евро были выплачены 4 апреля 2016 года и составили 0,44 евро для обычных акций и 0,49 евро для привилегированных.
Сведения о составе акционеров приведены на начало сентября 2016 года.
Крупнейшие держатели обыкновенных акций Villeroy & Boch AG — Лютвин Мишель фон Бох-Галлау (18,4%), Лютвин Гисберт фон Бох-Галлау (13,9%), Венделин фон Бох-Галлау (7,41%), Франциск фон Бох-Галлау (7,14%), Александр фон Бох-Галлау (4,13%), Кристоф де Шорлеммер (3,16%), Габриэль де Тё де Шорлеммер (3,16%) и Дюар де Шорлеммер (3,16%). Крупнейший пакет привилегированных акций (12%) принадлежит самой компании, также миноритарными пакетами привилегированных акций владеют Tweedy, Browne (1,99%), M&G Investments (1,5%), KBC Asset Management (0,9%), GAM Investment Management (0,66%), Dimensional Fund Advisors (0,55%), Roche-Brune Asset Management (0,54%), Gutmann Finanz Strategien (0,52%), Hof Hoorneman Bankiers (0,35%) и TIAA (0,21%).
C ноября 2009 года по июнь 2010 и с ноября 2013 года по сентябрь 2015 акции Villeroy & Boch AG входили в «индексную корзину» фондового индекса SDAX, учитывающую стоимость 50 немецких компаний средней и низкой капитализации.

### Руководство

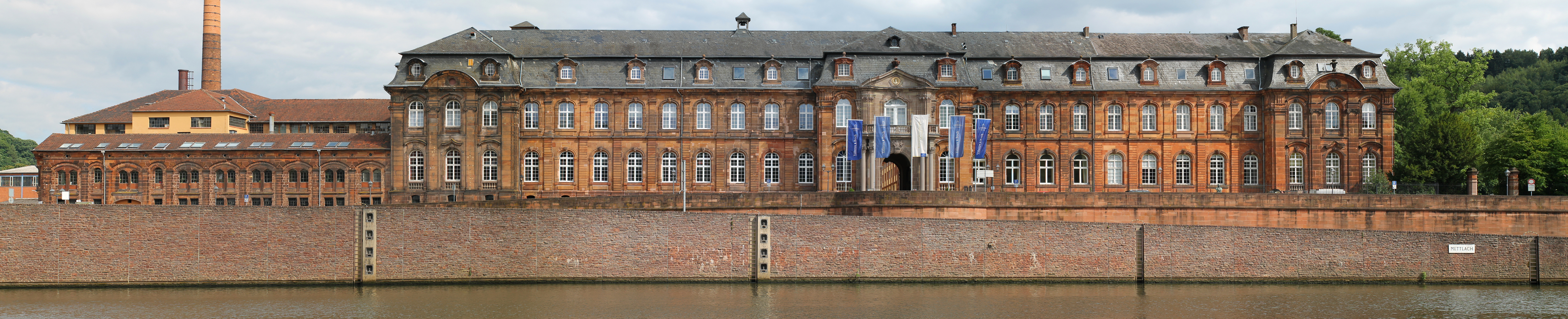
Административное здание Villeroy & Boch в Метлахе, 2011 год

Правление Villeroy & Boch возглавляет Франк Гёринг, помимо него в исполнительный орган входят три человека: Андреас Пфайфер возглавляет направление продукции для ванных комнат и здоровья (Bathroom and Wellness), Николас Люк Виллеруа руководит направлением посуды (Tableware), пост финансового директора занимает Маркус Варнке. В наблюдательный совет компании входит 13 человек — на 2015 год 4 кресла занимали представители семей Виллеруа и Бох (Лютвин Гисберт фон Бох-Галлау, Венделин фон Бох-Галлау, Александр фон Бох-Галлау и Франсуа Виллеруа де Галлау, которого с 1 октября 2015 года сменил Доминик Виллерой де Галлау).

### Финансовые показатели
По данным годового отчёта, в 2015 финансовом году выручка Villeroy & Boch AG составила 803,8 миллиона евро, превысив показатели 2014 года на 4,9%, 496,9 миллиона евро принесло направление продукции для ванных комнат и здоровья (Bathroom & Wellness), 306,9 миллиона — направление посуды. Показатель EBIT увеличился на 9,6% по сравнению с предшествовавшим годом и составил 42,1 миллиона евро, чистая прибыль — 27,3 миллиона евро.

## Нарушения антимонопольного законодательства
В 2010 году Еврокомиссия наложила на компанию штраф в 71 531 000 € за участие в картельном сговоре производителей сантехнического оборудования.